# Efferia stigmosa
Efferia stigmosa este o specie de muște din genul Efferia, familia Asilidae. A fost descrisă pentru prima dată de Carrera și Andretta în anul 1950. Conform Catalogue of Life specia Efferia stigmosa nu are subspecii cunoscute.